# Chilostoma cingulellum
Chilostoma cingulellum es una especie de molusco gasterópodo pulmonado terrestre de la familia Helicidae.

## Distribución geográfica
Es  endémica de Polonia y Eslovaquia.